# Kepler-37b

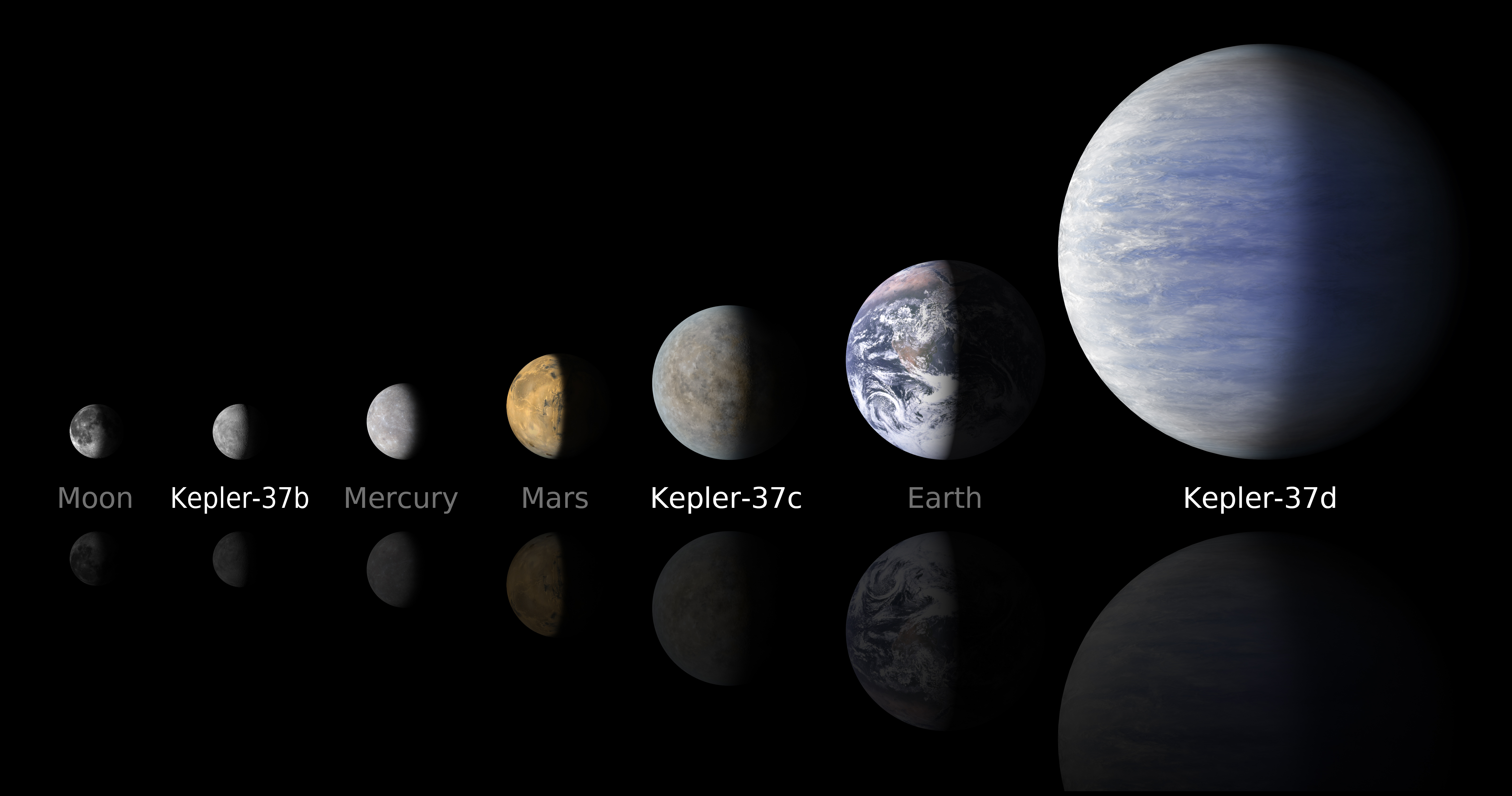
Uma comparação de tamanho dos planetas no sistema Kepler-37 e objetos no Sistema Solar

Kepler-37b é um planeta extrassolar que orbita a estrela Kepler-37 - localizada na Constelação de Lyra, a cerca de 210 anos-luz da Terra - e que foi descoberto em 20 de fevereiro de 2013.
O Kepler-37b orbita 10 vezes mais perto de sua estrela do que a Terra em relação ao Sol, o que lhe dá uma temperatura de superfície de cerca de 427 graus Celsius, e orbitando sua estrela-mãe a cada 13 dias.
Tem uma textura semelhante à de Mercúrio, e não possui água e nem uma atmosfera. Devido aos seus reflexos luminosos, é possível afirmar que ele é basicamente rochoso.
Ele é o menor planeta que orbita ao redor de uma estrela similar ao nosso Sol do qual se tem conhecimento. Suas dimensões são "ligeiramente" superiores às da Lua; ou seja, um terço da Terra.